# Pachythyone rubra
Pachythyone rubra är en sjögurkeart som först beskrevs av Hubert Lyman Clark 1901.  Pachythyone rubra ingår i släktet Pachythyone och familjen mjuksjögurkor. Inga underarter finns listade i Catalogue of Life.